# Quvenzhané Wallis
Quvenzhané Wallis (pronunție în engleză [kwəˈvɛnʒəneɪ̯]; n. 28 august 2003) este o actriță americană, cunoscută pentru rolul lui Hushpuppy din Tărâmul visurilor (2012), fiind cea mai tânără actriță nominalizată la Premiul Oscar. Pentru Annie a fost nominalizată la Premiul Globul de Aur pentru cea mai bună actriță (muzical/comedie).